# Cena Jiřího Wolkera
Cena Jiřího Wolkera, pojmenovaná po českém básníkovi žijícím v první čtvrtině 20. století, je české literární ocenění.
Cenu ustavil Výbor národní kultury v kategoriích: sbírka básní, kniha pro děti, satirické práce. V letech 1977-1989 ji uděloval Svaz českých spisovatelů.  Znovu byla ustanovena v roce 1994.

## Držitelé
- 1976 – Jan Kostrhun za Černé ovce a Jiří Švejda za Havárie
- 1977 – Petr Pavlík za Šumavský deník, František Skorunka za Údolí věčných návratů, Pavel Tobiáš za Cesta
- 1979 – Marcela Chmarová za Moře zelené
- 1980 – Jaroslav Čejka za Veřejné tajemství
- 1982 – Radek John za Džínový svět
- 1984 – František Mandát za Semestrálky
- 1985 – Jan Nouza za Nezůstat sám
- 1986 – Jindřich Grabacký za Jeden a čtvrt tygra
- 1987 – Zdeněk Zapletal za Půlnoční běžci
- 1988 – Jiřina Salaquardová za Snídaně na Titaniku
- 1989 – Vladimír Provazník za Červená slzička, Michael Třeštík za Zdi tvé
- 1995 – Jaroslav Vojtěch, Karel Boušek, František Stavinoha, Eva Kubáňová
- 2000 – Jaroslav Vojtěch[2]